# Коженики
Ко́женики (укр. Коженики) — село, входит в Белоцерковский район Киевской области Украины.
В селе очень красивые горы, которые привлекают многое количество туристов. Киевляны -  одни из них.
Они строят здесь дачи, ибо знают где душа по-настоящему отдохнёт. Но самое удивительное то, что именно в этом селе открывается вид на город Белая Церковь, а также на Шкаровку, Томиловку и Бирюки. 
Здесь дух чистой и свободной природы,свежий воздух. Если вы еще думаете где вам хорошо провести тур-отдых, приезжайте именно сюда! 
Население по переписи 2001 года составляло 385 человек, на 1 января 2011 года — 320 человек. Телефонный код — 4563.

## Местный совет
09171, Киевская обл., Белоцерковский р-н, с. Коженики, ул. Набережная, 58; тел. 2-83-50.